# Ія Нінідзе
Ія Нінідзе (груз. ია ნინიძე; *8 вересня 1960, Тбілісі, Грузинська РСР, СРСР) — радянська грузинська та російська акторка театру і кіно. Заслужена артистка Грузинської РСР/ Народна артистка Грузії (1995).

## Біографія
Народилася в сім'ї режисера телебачення і викладачки російської мови. Виросла в Тбілісі, де закінчила хореографічне училище. Дебютувала в кіно в вісім років, знявшись в ролі Ціцінім в комедії Георгія Данелії «Не горюй!» (1968, прем'єра 1969). У 1976 до Ії прийшла популярність, після блискуче виконаної ролі Денізи де Флорін в телевізійній музичній комедії Леоніда Квініхідзе «Небесні ластівки» за оперетою Флорімон Ерве «Мадемуазель Нітуш»: зовнішність, пластика, темперамент шістнадцятирічної актриси викликали у критиків і глядачів майже одностайну асоціацію з молодою Одрі Хепберн. У 1981 закінчила Всеросійський державний інститут кінематографії імені С. А. Герасимова (курс Сергія Бондарчука та Ірини Скобцевої), з цього ж року працювала артисткою Тбіліського державного академічного театру імені Шота Руставелі. У 1997 переїхала до Москви, де працювала в театрі-кабаре «Кажан». У 2000, після травми, отриманої під час передпрем'єрної репетиції (на актрису впала 300-кілограмова декорація), була змушена залишити сцену. Зараз виступає із сольною програмою, бере участь в телепрограмах, конкурсах, фестивалях, знімається в кінофільмах і серіалах.
У першому шлюбі була одружена з Миколою Шенгелая — сином режисера Георгія Шенгелая і актриси Софіко Чіаурелі. Від другого шлюбу з актором, згодом віцегубернатором Курської області Сергієм Максачьовим має сина Георгія. Від третього чоловіка Михайла — дочку Ніно.

## Фільмографія
| Рік  |   | Українська назва              | Оригінальна назва                             | Роль |
| ---- | - | ----------------------------- | --------------------------------------------- | ---- |
| 1969 | ф | Не журись!                    | Ціцінім (в титрах - Іка Нінідзе)              |      |
| 1973 | ф | Мелодії Верійського кварталу  | Маро                                          |      |
| 1974 | ф | Повітряний міст               | Зеснахе                                       |      |
| 1975 | ф | Перша ластівка                | Олені                                         |      |
| 1976 | ф | Справжній тбілісець й інші    | Лілі                                          |      |
| 1976 | ф | Небесні ластівки              | Деніза де Флорін / мадемуазель Нітуш          |      |
| 1976 | ф | Пісні над хмарами             | Нафісату                                      |      |
| 1977 | ф | Горіх Кракатук                | Маша                                          |      |
| 1980 | ф | Твій син, Земля               | Саломе                                        |      |
| 1982 | ф | Сльози крапали                | дівчина, якій в око потрапив осколок дзеркала |      |
| 1984 | ф | Покаяння                      | Гулик                                         |      |
| 1984 | ф | Наказано взяти живим          | Софіко Долідзе                                |      |
| 1984 | ф | П'ять наречених до улюбленої  | Ірма                                          |      |
| 1985 | ф | Лома                          | мати Зурико                                   |      |
| 1985 | ф | Улюбленець публіки            | Генрієтта                                     |      |
| 1985 | ф | Угода                         |                                               |      |
| 1985 | ф | Як вдома, як справи?          | Мама                                          |      |
| 1989 | ф | Операція «Вундерланд»         | танцівниця                                    |      |
| 1990 | ф | Яків, син Сталіна             |                                               |      |
| 1997 | ф | Зоряна ніч у Камергерському   | учасниця капусника                            |      |
| 1999 | с | Прості істини                 | мама Каріни Геворкян                          |      |
| 2000 | с | Марш Турецького               | Ніно Вахтангівна                              |      |
| 2001 | с | Ніна. Розплата за любов       | Наталя Ашотовна                               |      |
| 2003 | ф | Прощальне ехо                 | тітка- «загарбниця»                           |      |
| 2003 | с | Детектив без ліцензії         | Майя Арчвадзе                                 |      |
| 2007 | ф | Попелюшка.ру                  | Камілла                                       |      |
| 2008 | с | Полювання на Берію            | Ніно Теймуразовна Гегечкорі                   |      |
| 2008 | с | Васильєвський острів          | Нана                                          |      |
| 2010 | ф | І не було краще брата         | епізод                                        |      |
| 2010 | с | Ми оголошуємо вам війну       | Гера                                          |      |
| 2011 | ф | Тиха застава                  | Фаріда                                        |      |
| 2012 | ф | Посміхайся                    |                                               |      |
| 2013 | с | Відразу після створення світу | Нателла Георгіївна                            |      |
| 2014 | с | Море. Гори. Керамзит          | Офелія                                        |      |